# Brenny Evers
Brenny Evers (Veghel, 8 november 1978) is een Nederlands voetballer, die als verdediger speelt.

## Carrière
Evers begon zijn carrière bij PSV. Daarna volgde Fortuna Sittard, waarna hij in 2000 verkaste naar Helmond Sport. In 2001 vertrok hij naar Duitsland, waar hij ging spelen voor KFC Uerdingen, dat op dat moment uitkwam in de Regionalliga.
Nadat Uerdingen in 2005 na het intrekken van de licentie verplicht degradeerde naar de Oberliga, vertrok Evers transfervrij naar TuS Koblenz, dat in de Regionalliga uitkwam. Met deze ploeg promoveerde hij in 2006 naar de 2. Bundesliga. Op 25 juli 2008 werd het nog tot 30 juni 2009 doorlopende contract met wederzijds goedvinden ontbonden.
Vanaf de derde speeldag van het seizoen 2008/2009 speelt Evers in de Eerste divisie bij MVV. Zijn contract werd na afloop van het seizoen 2010/2011 niet verlengd.